# Stadion Broodstraat
El Stadion Broodstraat fue un estadio de futbol ubicado en la ciudad de Amberes en Bélgica.

## Historia
Fue construido en 1908 como la sede del Royal Antwerp FC con capacidad para 5350 espectadores. Fue utilizado como una de las sedes de fútbol en los Juegos Olímpicos de Amberes 1920 en el que se disputaron cuatro partidos..
El estadio fue demolido en 1923.

## Eventos

### Juegos Olímpicos de 1920
| 28-8-1920 | Checoslovaquia                                       | 7–0     | Yugoslavia | Stadion Broodstraat, Antwerp                               |                                                            |
|           | Vanik 20' 46' 79' · Janda 34' 50' 75' · Sedláček 43' | Reporte |            | Asistencia: 600 espectadores Árbitro(s): Raphael Van Praag | Asistencia: 600 espectadores Árbitro(s): Raphael Van Praag |

| 29-8-1920 | Países Bajos                                                   | 5–4 (t. s.) | Suecia                                   | Stadion Broodstraat, Antwerp                          |                                                       |
|           | Groosjohan 10' 57' · J. Bulder 44' 88' (pen.) · De Natris 115' | Reporte     | Karlsson 16' 32' · Olsson 20' · Dahl 72' | Asistencia: 5000 espectadores Árbitro(s): Josef Fanta | Asistencia: 5000 espectadores Árbitro(s): Josef Fanta |

| 31-8-1920 | Italia                  | 2–1 (t. s.) | Noruega      | Stadion Broodstraat, Antwerp                            |                                                         |
| | Sardi 46' · Badini 123' | Reporte     | Andersen 41' | Asistencia: 500 espectadores Árbitro(s): Louis Fourgous | Asistencia: 500 espectadores Árbitro(s): Louis Fourgous |
| Luego de 120 minutos y con el marcador empatado 1–1, ambos capitanes y en árbitro decidieron jugar otros dos tiempos extras de 15 minutos, por lo que el partido duró 150 minutos. |                         |             |              |                                                         |                                                         |

| 1-9-1920 | España                   | 2–1     | Suecia   | Stadion Broodstraat, Antwerp                             |                                                          |
|          | Belauste 51' · Acedo 53' | Reporte | Dahl 28' | Asistencia: 1500 espectadores Árbitro(s): Giovanni Mauro | Asistencia: 1500 espectadores Árbitro(s): Giovanni Mauro |